# Сердика (район)
Вижте пояснителната страница за други значения на Сердика.
„Сердика“ е един от 24-те административни района на Столична община.  Създаден съгласно с Указ № 220 от 19.07.1995г., публикуван в ДВ, бр.66 от 25.07.1995г., с който се обнародва Закона за териториалното деление на Столична община и големите градове. 
Граничи с районите „Подуяне”, „Нови Искър”, „Надежда”, „Илинден”, „Възраждане” и „Оборище”.  Обхваща северните части на центъра на столицата и кварталите Фондови жилища, Банишора, Орландовци, Малашевци, Бенковски и централната част наречена "Драз махала". В която са родени писателите Емил Манов и Павел Вежинов. 
Общата площ на района обхваща 17,53 км², с приблизително население по постоянен адрес, около 50 хил. души.
СО - район “Сердика” е пътният възел на Столицата. На територията му се намират Централна автогара, Централна гара, спирки на Софийското метро, автобусни, тролейбусни и трамвайни линии, от където гражданите на София поемат към различни точки на страната и чужбина.
Основните отрасли, които се развиват в района са свързани с транспорта, енергетиката, леката промишленост и машиностроенето. Тук се намират Център за градска мобилност, Столична регионална здравна инспекция, 02РУ- СДВР, Централен софийски затвор, Бюро по труда – „Сердика“, Митница „София“, Централни софийски гробища, Католически и военни гробища, Синдикален дом на културата на транспортните работници в България и др.
На територията на района са разположени следните медицински заведения: ІІ МБАЛ, V МБАЛ „Княгиня Клементина”, Национална многопрофилна транспортна болница "Цар Борис III", VІІ ДКЦ, Национален център по трансфузионна хематология и др.

## Квартали
- Банишора (Карта)
- Бенковски (Карта)
- Военна рампа (Карта) – по-голямата част
- Илиянци (промишлена зона) (Карта) – частично
- Орландовци (Карта)
- Фондови жилища (Карта)
- Хаджи Димитър (промишлена зона) (Карта) - частично
- Център на София (Карта) – малка част

В района влизат и Централните софийски гробища (Карта), а част от територията му не е включена в определен квартал – промишлената зона около Централна гара София и незастроената зона в северната част на района.

## Общински образователни и културни институции
- Училища: 14. СУ “Проф. Д-р Асен Златаров“, 29. СУ „Кузман Шапкарев“, 48. ОУ „Йосиф Ковачев“, 58. ОУ „Сергей Румянцев“, 59. ОбУ „Васил Левски“, 60. ОУ „Св. св. Кирил и Методий“, 100. ОУ „Найден Геров“ и ПГИИ „Проф. Николай Райнов“.
- Детски градини: №45 „Алиса“, №48 „Братя Грим“, №118 „Усмивка“, №53 „Дядовата ръкавичка“, №63 „Слънце“, №199 „Сарагоса“, №106 „Кн. М. Луиза“, №149 „Зорница“, Детска ясла №70 "Мечо Пух".
- Народни читалища: „Цар Борис III -1928“, „Факел – 1920“, „Искра 1959“, „Пенчо Славейков – 1919“, „Георги Бенковски - 1911“, „Веда – 1964“, „Райна Княгиня – 1926“.

В почти всички общински сгради на образователните институции са внедрени мерки за енергийна ефективност, ремонтирана и модернизирана е материално-техническата база, предприемат се и редица действия по дострояване на сгради на детските градини, за разкриване на нови групи.

## Инфраструктура и градоустройство
Основните дейности за подобряване на инфраструктурата и градската среда са:
- Основни ремонти и изграждане на пътна инфраструктура и пешеходна мрежа;
- Строеж и разширение на сгради за детски градини;
- Внедряване на мерки за енергийна ефективност в общинския сграден фонд;
- Реставрация и консервация на къщи-музей и паметници на културата;
- Бул. "Първа българска армия"Изграждане на ВиК инфраструктура;
- Облагородяване на междублокови пространства и зелени площи;
- Детски, спортни площадки и съоръжения;
- Премахване на незаконни постройки и разчистване на терени;
- Процедури по спиране на застрояването на зелени площи.

## Култура
За богатото историческо минало на района свидетелстват множество паметници на културата от местно и национално значение, като:
- 48. ОУ "Йосиф Ковачев"

Сградата на 48. ОУ „Йосиф Ковачев“ е архитектурно-строителна недвижима културна ценност с категория „местно значение“. През 2023 г. ще бъдат реализирани дейностите по изпълнението на проект: „Изграждане, основен ремонт/реконструкция и внедряване на мерки за повишаване на енергийната ефективност в 48. OУ „Йосиф Ковачев“ по Оперативна програма „Региони в растеж“ 2014-2020г.
- Военен мавзолей - костница

Военният мавзолей-костница представлява мемориален комплекс, който се състои от мавзолей, църква и парк-градина.
- Къща-музей на Райна Княгиня

Домът на Райна Княгиня е обявен за паметник на културата от местно значение. Райна Попгеоргиева заживява на улица „Софроний Врачански” през 1909 година. Работи предимно в кварталите „Орландовци“ и „Малашевци“. В момента се изпълняват дейности по „Консервация, реставрация и експониране на недвижима културна ценност, с категория „Местно значение“, с цел съхраняването на къщата.
- Къща-музей Васил Левски

През 1871г. в Софийското село Биримирци  /кв.Бенковски/ Апостолът на Свободата Васил Левски основава таен революционен комитет. Заедно със своя приятел отец Генадии Ихтимански – игумен на Драгалевския манастир събират родолюбиви селяни от Биримирци и Обрадовци в къщата на Веле Митров и полагат основите на тайното съзаклятие. През 1978г. къщата на Веле Митров е обявена за паметник на културата. В нея е подредена музейна сбирка, която носи духа на ХVІІІ и ХІХв. До м. юли 2023г. се планира да приключат и дейностите по „Консервация и реставрация на къща-музей „Васил Левски“ – сграда със статут на недвижима културна ценност, с категория „местно значение“, като след това тя ще се превърне в единствения действащ музей на Васил Левски в гр. София.
- Площад "Лъвов мост

"Лъвов мост“ е една от забележителностите на гр. София, както и символ на столичния район “Сердика”. Проектът му е на фирма "Братя Прошек", а четирите лъвски бронзови фигури са изработени от виенската фирма "Вагнер"
- Храмове „Св. Петка“ и „Св. Екатерина“

Към храмовете „Св. Петка“ и „Св. Екатерина“ има и реновирано Неделно училище. 
- Храм „Св. Апостол Андрей Първозваний“ – кв. Банишора

Храмът е построен през 1926 година, в памет и прослава на българските опълченци, загинали за свободата на България. Ще бъде основно ремонтиран и обновен през 2023 г.
СО – район „Сердика“ има богато утвърдена културна програма свързана с традиционни местни празници и обичай, значими за местното население. 
Традиционни празници за района:
- "Да съхраним българското – Ден на любителското художествено творчество";
- Народен обичай „Тодоровден“ /Конски великден/;
- „Децата на район „Сердика“, по случай 24 май – Ден на светите братя Кирил и Методий, на българската азбука, просвета и култура и славянска книжовност;
- „Да запазим българското – Събор на родовете“ , празник на кв. Бенковски;
- 17 септември – Ден на София;
- „Петковден“, празник на кв. Орландовци;
- "Да съхраним българското – Ден на народните будители"

Основни дейности свързани с културно-образователната дейност в района:
- Развитие на читалищна дейност;
- Организация на редица културно-образователни мероприятия, съвместно с културните институции от района, свързани с традиционни местни празници и обичаи;
- Партньорства с неправителствени организации, при провеждането на редица проекти;
- Организация на традиционни и ежегодни културни събития;
- Дейности по съхранение на българската история и патриотичния дух.

## Население
Към 15 юни 2023 г. в район "Сердика" живеят 43 891 души по настоящ адрес и 46 069 души по постоянен адрес.
- Етнически състав

Преброяване на населението през 2011 г.
Численост и дял на етническите групи според преброяването на населението през 2011 г.:
|                     | Численост | Дял (в %) |
| Общо                | 46 949    | 100.00    |
| Българи             | 39 598    | 84.34     |
| Турци               | 438       | 0.93      |
| Цигани              | 684       | 1.45      |
| Други               | 275       | 0.58      |
| Не се самоопределят | 569       | 1.21      |
| Неотговорили        | 5385      | 11.46     |